# Martinus Willem Beijerinck
Martinus Willem Beijerinck (Amsterdam, 16 maart 1851 – Gorssel, 1 januari 1931) was een Nederlandse microbioloog en telg van de familie Beijerinck.

## Levensloop

### Jeugd
Beijerinck was de jongste van vier kinderen van Derk Beijerinck en Jeannette Henriëtte van Slogteren. Hij groeide op in Amsterdam, Naarden, Leiden en Haarlem. In Haarlem ontmoette hij Frederik Willem van Eeden, amateur plantkundige, die hem meenam op botanische wandelingen. Daar ontwikkelde zich ook een vriendschap met de kinderen van de familie De Leeuw onder andere met Geertruida Carelsen (geboren Amy de Leeuw).

### Opleiding
Beijerinck volgde de HBS in Haarlem en studeerde aan de Polytechnische School te Delft, waar hij in 1872 het diploma van chemisch technoloog behaalde. In Delft woonde en werkte hij samen met Jacobus van 't Hoff, de eerste scheikunde Nobel-laureaat.
Dankzij een op verzoekschrift bij de minister van Binnenlandse Zaken verkregen vrijstelling van het toelatingsexamen voor de universiteit kon hij biologie in Leiden studeren. Na zijn kandidaatsexamen in 1873 werd hij achtereenvolgens leraar aan de landbouwschool en in 1875 aan de HBS te Warffum. Het doctoraal examen in 1875 te Leiden werd gevolgd door een leraarschap aan de HBS in Utrecht en het jaar daarop aan de Hogere Landbouwschool te Wageningen.
In 1877 promoveerde Beijerinck te Leiden op het proefschrift Bijdrage tot de morphologie der plantegallen met als promotor Willem Frederik Reinier Suringar. In 1884 vonden Beijerincks wetenschappelijke verdiensten reeds zodanige waardering dat hij tot lid van de Koninklijke Nederlandse Akademie van Wetenschappen (KNAW) werd benoemd.

### Koninklijke Gist
In 1885 trad Beijerinck in dienst bij de Koninklijke Nederlandsche Gist- en Spiritusfabriek te Delft, waar voor hem een bacteriologisch laboratorium werd gesticht. Gedurende zijn jaren bij de Gist- en Spiritusfabriek deed hij tal van belangrijke onderzoekingen. Bij onderzoekingen van verschillende gistsoorten ontdekte hij ten slotte Schizosaccharomyces octosporus (1894). Ook ontdekte hij de stikstof-vastleggende knolletjes aan de wortels van peulvruchten.

### Polytechnische School

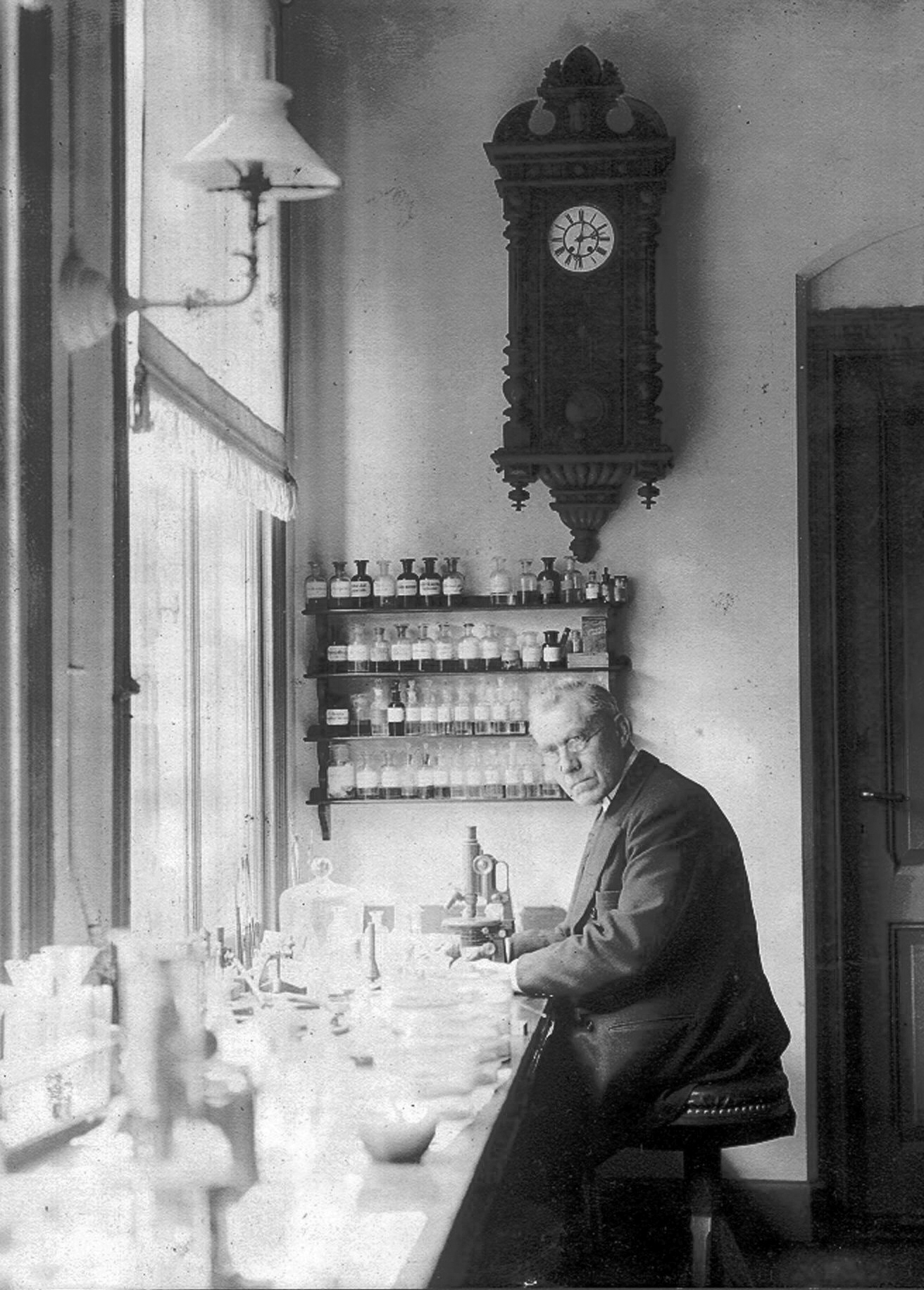
Beijerinck in zijn laboratorium in 1921

In 1895 volgde zijn benoeming tot hoogleraar in biologie en bacteriologie aan de Polytechnische School te Delft. Gedurende die hoogleraarsperiode zette Beijerinck zijn onderzoekingen voort. Verschillende ontdekkingen staan op zijn naam. Zo ontdekte hij de Spirillum desulfuricans als oorzaak van de sulfaatreductie (1896), waarmee hij de voornaamste veroorzaker van de stank van verontreinigde stadsgrachten had gevonden.
In die periode begeleidde Beijerinck acht doctoraatstheses, waaronder die van Gerrit van Iterson, later hoogleraar toegepaste botanie, en Nicolaas L. Söhngen, grondlegger van de leerstoel microbiologie in Wageningen.
In april 1911 was Beijerinck een van de oprichters van de Nederlandse Vereniging voor Microbiologie. Hij werd voorzitter van het eerste bestuur, waarin ook Alexander Klein, Jan Gerard Sleeswijk en Jan Poels zaten.
Beijerinck ging in 1921 op 70-jarige leeftijd met pensioen. Tot aan zijn overlijden, in 1931, woonde hij in Gorssel tezamen met zijn twee zussen, Henriëtte en Johanna (overleden in 1923). In die periode hield hij nauw contact met zijn vroegere laboratorium.

### Waardering

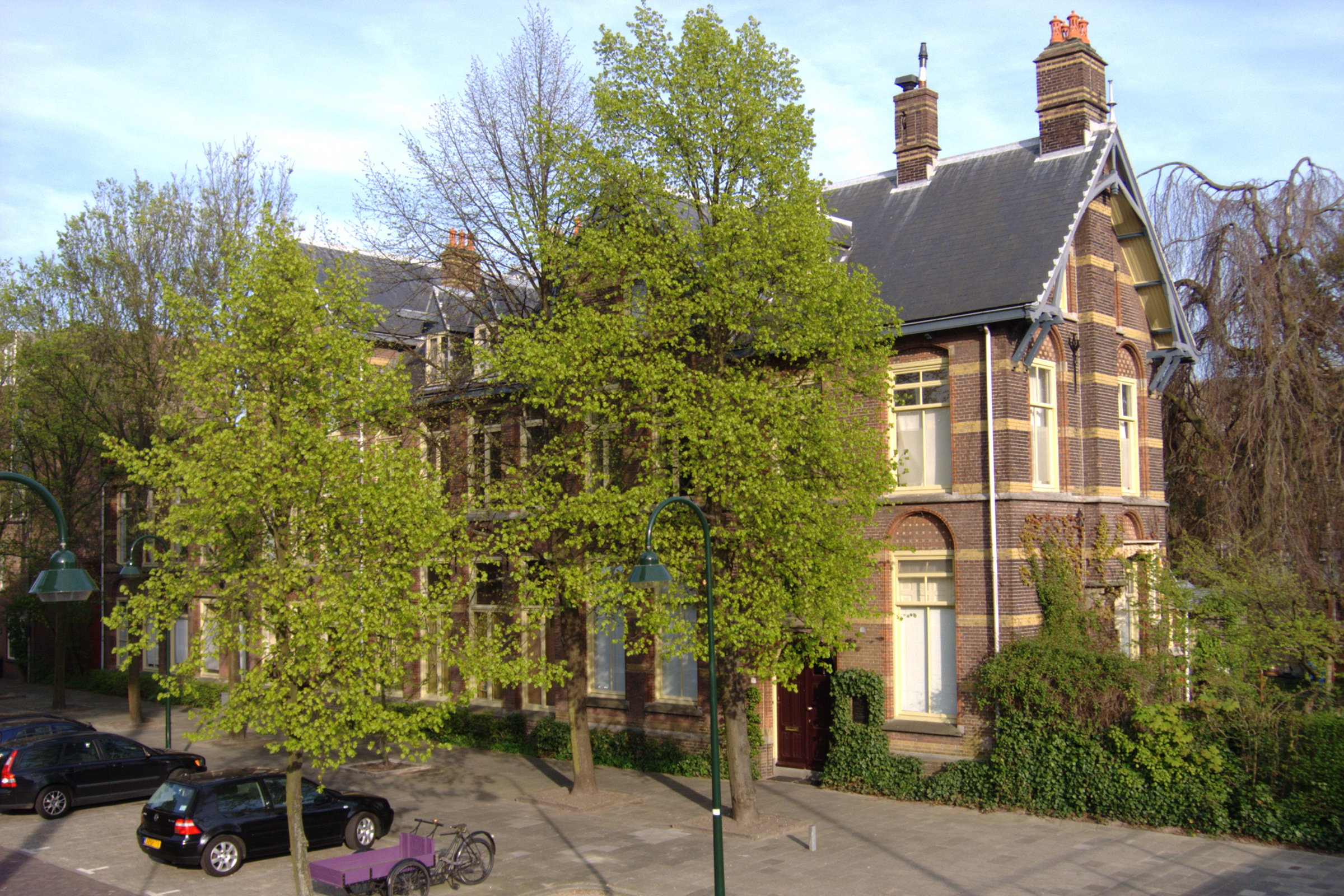
De buitenzijde van Beijerincks lab, anno 2010

Beijerinck werd geëerd met de Leeuwenhoekmedaille (1905) en de Deense Emil Christian Hansen-medaille, en ook met hoge Nederlandse ridderorden. De M.W. Beijerinck Virologie Prijs, ingesteld in 1965 door de Koninklijke Nederlandse Akademie van Wetenschappen, is naar hem vernoemd. De driejaarlijkse prijs wordt toegekend aan een internationale toponderzoeker die zich door een bijzondere prestatie op het gebied der virologie heeft onderscheiden.
In 1970 is een maankrater naar Beijerinck genoemd. De locatie is 13,5 zuid, 151,8 oost. Een aantal kleine kraters rondom de hoofdkrater hebben daarna dezelfde naam gekregen met een volgletter (Beijerinck C, etc).
In 2017 werd Beijerinck geselecteerd voor de Alumni Walk of Fame ter gelegenheid van het 175-jarig bestaan van de TU Delft. Beijerinck kreeg dit eerbetoon omdat hij de oprichter is van de "Delft School of Microbiology". Daarnaast heeft hij tal van belangrijke ontdekkingen gedaan. Hierdoor wordt hij gezien als een van de grondleggers van virologie en microbiologie.

## Werk
Beijerinck is het bekendst geworden als de "vader van de virologie". Hij ontdekte in 1898 met filtratie-experimenten dat de tabaksmozaïek-ziekte wordt veroorzaakt door iets dat kleiner is dan een bacterie. Hij bevestigde hiermee het vermoeden van de Duitse landbouwkundig chemicus Adolf Mayer, die het virus met een microscoop tevergeefs probeerde te vinden. Beijerinck noemde het pathogeen een virus naar het Latijnse woord voor gif.
Beijerinck was een einzelgänger en had weinig contact met zijn collega's. Na zijn pensionering waren studenten verantwoordelijk voor de openbaarmaking van zijn werk voor een groter publiek.

## Beijerinck-Baas Beckinghypothese
De Baas Beckinghypothese of Beijerinck-Baas Beckinghypothese "Alles is overal, maar het milieu selecteert" werd in 1934 door Baas Becking geponeerd maar was geïnspireerd door Martinus Willem Beijerinck, en was onderdeel van discussies over biodiversiteit in de biogeografie en van micro-organismen.